# Ясырь

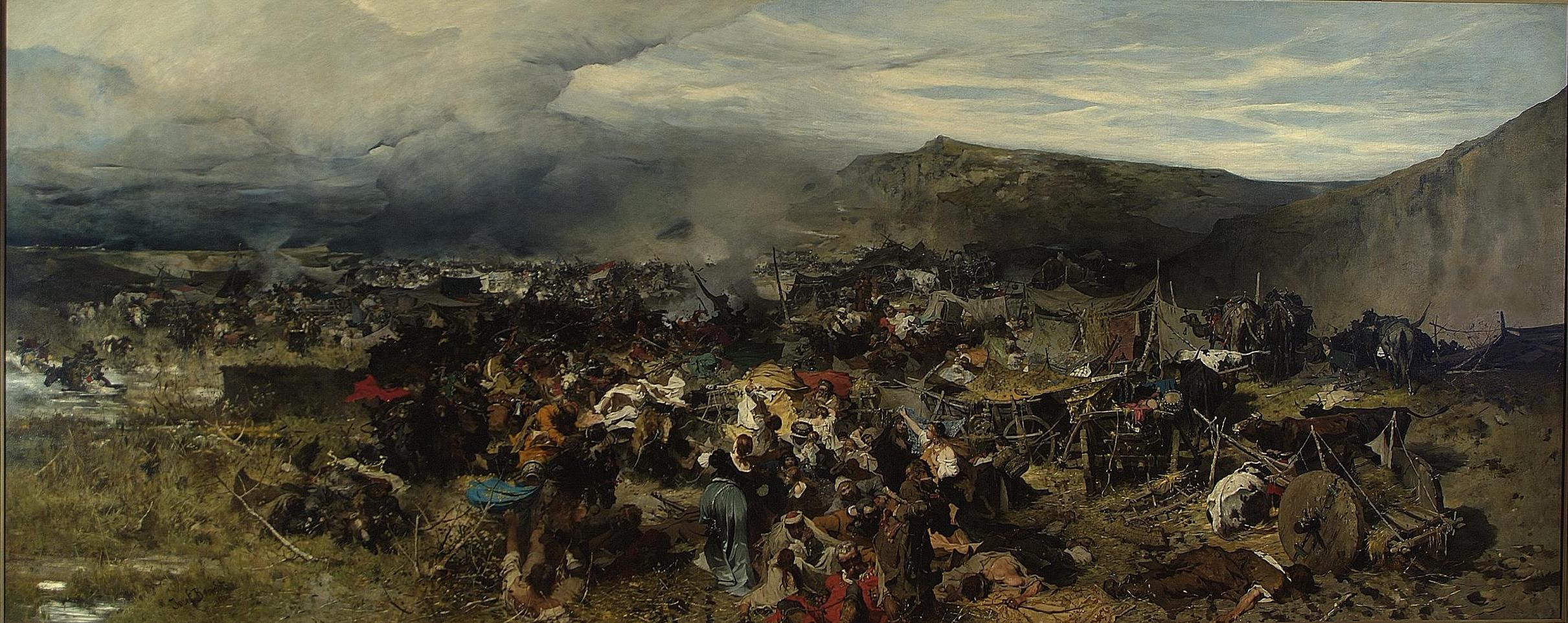
Юзеф Брандт. «Отбитие ясыря» (1878)

Ясы́рь (тур. esir — узник войны, от араб. أسير‎ [’асӣр]) — пленные, которых захватывали турки и крымские татары во время набегов на украинские, русские, польские, валашские, молдавские земли, а также калмыки, ногайцы и башкиры во время набегов на оседлые поселения Поволжья, Урала и Сибири с XV — до середины XVIII века.

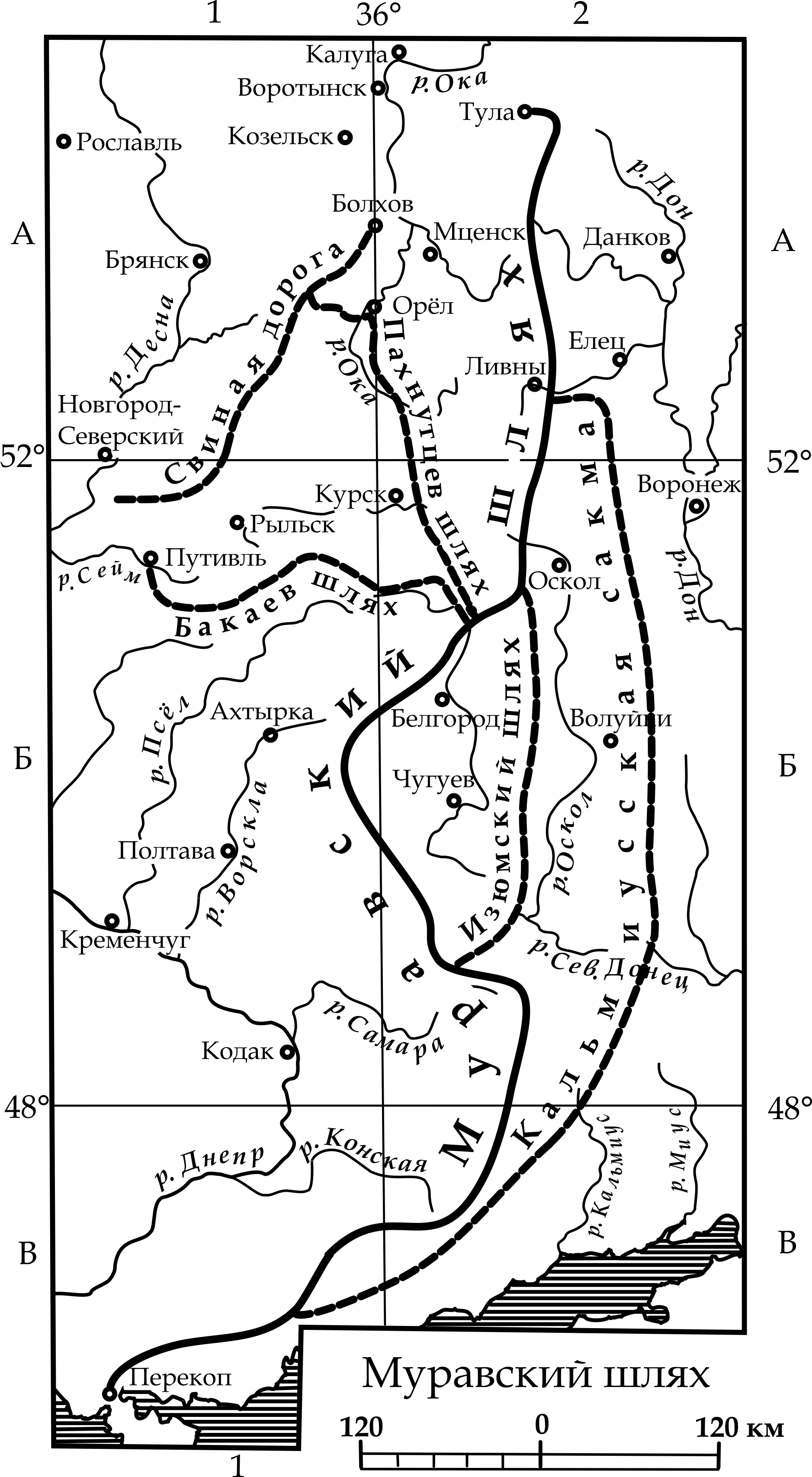
Основные маршруты перегона ясыря (полона) из Южной Руси.

## Определения

Политическая карта Причерноморья в 1600 году.

В словаре В. Даля это слово определялось так: «по всей азиатской границе нашей пленник, полоненик, в виде добычи». «Словарь иностранных слов, вошедших в состав русского языка» Александра Чудинова определял ясырь как тюркское слово, обозначающее невольников, купленных у пограничных с Россией азиатских народов. Большая энциклопедия Кирилла и Мефодия определяет ясырь как «казачью военную добычу, прежде всего пленных, которых казаки освобождали за выкуп или оставляли у себя для ведения хозяйства. Особенно это было характерно для женщин (ясырок); дети, рождённые от пленниц, со временем могли стать казаками».

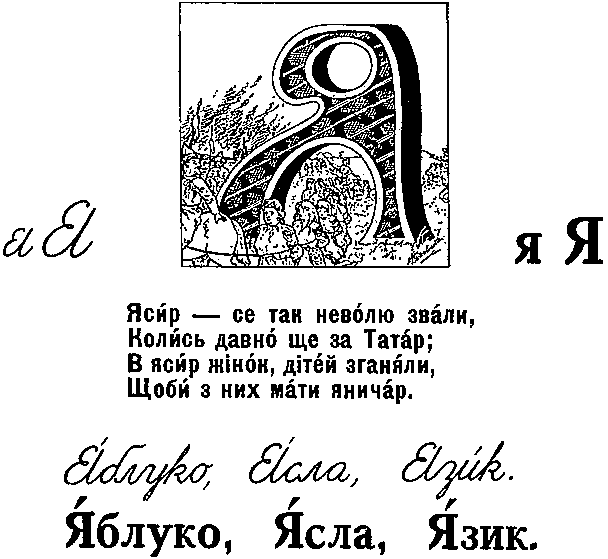
Часть страницы из украинского эмигрантского букваря.

## Участь
Часть пленников продавали на невольничьих рынках (Кафа и другие) в разные страны Востока, часть оставляли для работы в своих имениях, на галерах и другое. Иногда пленники переходили в ислам и достигали выдающегося положения в Турецкой империи, например, Роксолана — жена султана Сулеймана І. Пленников могли освобождать за выкуп, казаки освобождали их во время походов, порой пленники восставали и сами освобождались (восстание пленников в Крыму в XVII веке под руководством Алексея Шафрана).
По тайному соглашению во времена Жванецкого трактата между польским королём и татарским ханом, последний имел право собирать ясырь на территории, которую контролировал Богдан Хмельницкий. По мнению М. Грушевского, согласно Зборовскому трактату крымские татары получили право брать ясырь с согласия короля и казацкой верхушки.
После разгрома русского войска в битве под Чудновом (1660 год) поляки отдали русских пленных и воеводу В. Б. Шереметьева татарам в ясырь.

## Ясырь в культуре
Тяжёлая жизнь пленников в турецкой неволе — любимый сюжет украинских народных дум и исторических песен. Этот сюжет стал основой произведений украинской литературы («Маруся Богуславка» Михаила Старицкого, «Людоловы» Зинаиды Тулуб и других).

## Присутствие в топонимике
Ясырёв — хутор в Волгодонском районе Ростовской области.